# Hauptschalter

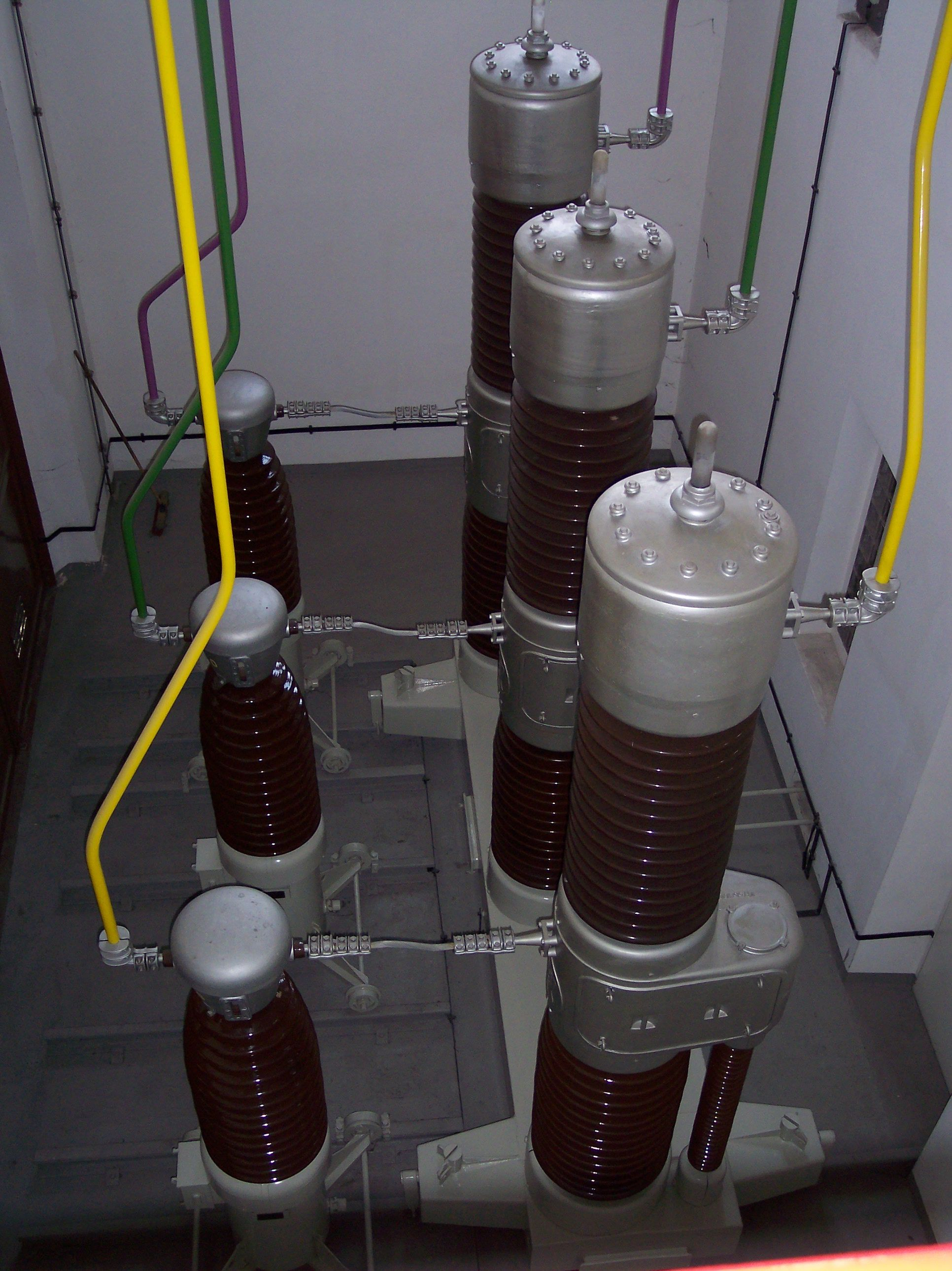
Drei Ölschalter für Hochspannung in einer Umspannanlage; Die Schalter sind ferngesteuert und werden mittels Druckluft bedient.

Der Hauptschalter ist Teil einer elektrischen Anlage. Durch ihn wird die Ausrüstung allpolig von der elektrischen Versorgung getrennt. Hauptschalter können manuell oder fremdkraftbetätigt sein. Sie können zusätzlich den Anlagenschutz übernehmen, indem sie mit Überstrom- und Über- bzw. Unterspannungsauslösern ausgerüstet werden.
In der Gebäudeinstallation bezeichnet Hauptschalter häufig einen Leistungsschalter, der zwischen dem Hausanschluss und der Messvorrichtung (Stromzähler) installiert und dem Nutzer der Anlage zugänglich ist, um diese vollständig abzuschalten. Diese Funktion kann auch von einem SLS-Schalter übernommen werden.
Definiert werden Hauptschalter für den Einsatz in der Industrie in der Europanorm EN 60204-1 bzw. der VDE 0113 Teil 1. Der Hauptschalter muss danach einer von drei Arten entsprechen:
- ein Lasttrennschalter (mindestens für Gebrauchskategorie AC-23B)
- ein Trennschalter mit Hilfskontakt, der die Lastabschaltung z. B. über Schütze sicherstellt
- ein Leistungsschalter.

Für Geräte und Maschinen mit einer Leistung von maximal 3680 W bzw. 16 A ist ein Hauptschalter nicht vorgeschrieben, seine Funktion kann durch eine Steckvorrichtung erfüllt werden.
Der Hauptschalter muss folgende Anforderungen erfüllen:
- Er darf nur eine Aus- und eine Ein-Stellung besitzen, die mit O und I beschriftet sind (d. h. u. a. keine Zwischenstellungen).[1]
- In der Aus-Stellung muss er z. B. durch Vorhängeschlösser abschließbar sein, damit ein versehentliches Einschalten während Arbeiten an der elektrischen Ausrüstung verhindert wird.[1]
- Übernimmt der Hauptschalter die Not-Aus-Funktion, so muss der Betätiger rot und der Hintergrund gelb sein; wenn er dagegen nicht für Handlungen im Notfall vorgesehen ist, soll der Betätiger schwarz oder grau sein.[2]

Bei verketteten Anlagen werden die Hauptschalter der Einzel-Maschinen oft mit schwarzem Betätiger ausgestattet, der keine Notaus- oder Nothalt-Funktion für die Einzel-Maschine ausübt; für die gesamte Linie gibt es jedoch einen Hauptschalter mit rotem Betätiger und gelbem Hintergrund, der bei Betätigung die Notaus-Funktion für die gesamte Linie ausführt.
Dabei ist zu beachten, dass eine Notaus-Funktion im Sinne eines allpoligen galvanischen Trennens – im Gegensatz zu der Nothalt-Funktion zum Stillsetzen aller gefahrbringender Bewegungen – für Maschinen nicht generell vorgeschrieben ist. In einigen Fällen ist auch das Auslösen eines Nothaltes über den Hauptschalter nicht vorgesehen, da durch die sofortige Energietrennung beispielsweise die Steuerung ausfällt oder ein aktives Bremsen einer Bewegung durch einen Umrichter nicht mehr erfolgen kann.